# 몬숨마노테르메
몬숨마노테르메(이탈리아어: Monsummano Terme)는 이탈리아 토스카나주 피스토이아도에 있는 코무네다. 발디니에볼레에 위치해있으며, 스파 리조트로도 유명하다.
이곳은 두 개의 중심지로 나뉘는데, 첫 번째는 몬숨마노 알타(Monsummano Alta)이며, 에트루리아 유적지, 성(롬바르디아 왕국 시대로 추정)이 있으며, 몬숨마노 바사(Monsummano Bassa)에는 페르디난도 1세 데 메디치의 주문으로 1602년 경 쯤에 짓기 시작한 수도원이 있다.]
프랑스 배우 이브 몽탕과 이탈리아 시인 주세페 주스티가 태어난 곳이기도 하다.

## 역사
에트리루아와 로마 시대의 발디니에볼레는 교통의 요지이자 신성한 곳으로 분류되었으며, 그 증거로 기원전 3세기의 헤라클레스의 프로마코스상의 청동 조각이 1887년 카스텔마르티니(Castelmartini)에서 발견되었고 오늘날 도시의 박물관에서 찾아볼 수 있다. 몬테 알바노(Monte Albano)의 산등성이에는 고대 로마의 유적지가 있다.
몬숨마노 알타의 성 지역은 1260년부터 기록으로 남아있지만, 그 이전부터 존재했을 것으로 추정되며, 일부에서는 지세학을 통해 롬바르디아 왕국 시대부터라고도 주장한다. 이곳의 성은 피렌체와 루카 간의 싸움의 중심지였고, 마침내 1331년에 정복된다. 평지는 늪지대(오늘날에도 푸체키노 파둘레[Fucecchio Padule] 인근에서 볼 수 있음)이였지만, 16세기 중반부터 농지와 주택이 들어서면서 인간의 정착지가 되었다. 몬숨마노테르메의 아래 지역은 1573년 6월 9일의 성모 발현 이후에, 페르디난도 1세 데 메디치 토스카나 대공의 폰테노바의 마리아 성지 건축을 지시한 17세기부터이며, 추가적으로 이곳을 방문한 성지 순례자들을 위한 접수처 건물인 오스테리아 데이 펠레그리니(Osteria dei Pellegrini)도 같이 지어졌으며, 이는 오늘날의 시 박물관이다.
19세기에 몬숨마노테르메는 작가이자 정치가 페르디난도 마르티니(오늘날 그의 저택은 현대와 20세기 미술관의 본관)와 애국 시인 주세페 주스티의 고향이였다. 그가 태어난 곳과 광장 중심지의 기념비는 그에게 헌정된 곳이다.

## 유명 인물
- 주세페 주스티 - 시인
- 페르디난도 마르티니 - 작가이자 정치가
- 이브 몽탕 (이보 리비, Ivo Livi) - 가수이자 배우
- 파비오 갈란테 - 축구 선수
- 카르멜로 오라초 노빌레 - 약사이자 작가, 예술가
- 잠파올로 파치니 - 축구 선수

## 자매 도시
- 프랑스 데신샤르피외